# Odin Bjørtuft
Odin Bjørtuft, né le 19 décembre 1998 à Skien en Norvège, est un footballeur norvégien, qui évolue au poste de défenseur central à FK Bodø/Glimt.

## Biographie

### En club
Né à Skien en Norvège, Odin Bjørtuft commence le football dans le club de l'Eidanger IL.
Il rejoint l'Odds BK en 2015, où il intègre dans un premier temps les équipes de jeunes. Le 27 octobre 2017, il signe son premier contrat professionnel avec le club. Il joue son premier match en professionnel le 18 avril 2018, lors d'une rencontre de coupe de Norvège face au Skarphedin IL. Il est titulaire ce jour-là et son équipe s'impose largement par neuf buts à zéro. Le 23 avril suivant, Bjørtuft joue son premier match dans l'Eliteserien, l'élite du football norvégien, face au Sarpsborg 08 FF. Il entre en jeu à la place de Martin Broberg lors de cette rencontre remportée par son équipe sur le score de trois buts à un.
Le 25 octobre 2020, Odin Bjørtuft inscrit son premier but en professionnel, lors d'une rencontre de championnat face à l'Aalesunds FK. Titulaire, il contribue à la victoire de son équipe par trois buts à zéro.
Le 9 janvier 2023, Odin Bjørtuft rejoint le FK Bodø/Glimt. Il signe un contrat de quatre ans, soit jusqu'en décembre 2026,. 

### En équipe nationale
Odin Bjørtuft joue son premier match avec l'équipe de Norvège espoirs face à la Finlande, le 22 mars 2019. Lors de cette rencontre amicale il est titulaire et voit son équipe s'incliner lourdement par huit buts à trois.

## Palmarès
FK Bodø/Glimt
- Championnat de Norvège (1) :
  - Champion : 2023.